# Ramón Freire
Ramón Freire y Serrano (Santiago, 29 november 1787 – aldaar 29 december 1851) was een Chileens staatsman en militair. Hij was de leider van de liberale federalisten (Pipiolos) en bekleedde tot tweemaal toe het ambt van staatshoofd van Chili (1823-1826, 1827) en was opperbevelhebber van het leger (1823-1830). Hij verloor uiteindelijke zijn machtspositie na de nederlaag van de federalisten tijdens de Chileense Burgeroorlog (1829-1830).

## Biografie

### Achtergrond
Hij was de zoon van Francisco Antonio Freire y Paz en Gertrudis Serrano y Arrechea. Hij was al jong halfwees en werd door zijn ooms van moederskant opgevoed op een hacienda in de buurt van Colina. Op zestienjarige leeftijd en vond hij werk als klerk op een handelskantoor in Concepción.

### Militaire carrière
Aan het begin van de Chileense Onafhankelijkheidsoorlog sloot Freire zich als cadet aan bij het leger van vrijheidsstrijders (1811). In 1813 werd hij bevorderd tot luitenant. Hij nam deel aan verscheidene militaire campagnes maar week na de nederlaag van de vrijheidsstrijders tegen de Spanjaarden in oktober 1814 uit naar Buenos Aires, Argentinië. Hij sloot zich aan bij de Argentijnse kapers die als voornaamste taak hadden om Spaanse schepen te enteren. In 1815 leed hij schipbreuk bij Kaap Hoorn.
Freire sloot zich in 1816 aan bij het Leger van de Andes (Ejército de los Andes) van generaal José de San Martín. Als bataljonscommandant nam hij deel aan de verovering van de Chileense stad Talca die op 11 februari 1817 werd ingenomen. Hij nam als kolonel deel aan de Slag bij Maipú (5 april 1818) werd het Spaanse leger vernietigend verslagen. 
In 1819 werd hij door de regering van O'Higgins benoemd tot gouverneur van Concepción. Hij nam echter in 1822, na onenigheden met O'Higgins, die het ambt van staatshoofd (Director Supremo), ontslag. Vervolgens was Freire een belangrijk oppositieleider. 
In januari 1823 was Freire betrokken bij een militaire staatsgreep die een einde maakte aan regering van O'Higgins. Een junta werd geïnstalleerd die voorlopig het bestuur van het land op zich nam. Freire werd het hoofd van de liberale federalisten die streefden naar autonomie van de provincies van Chili.

### Director Supremo

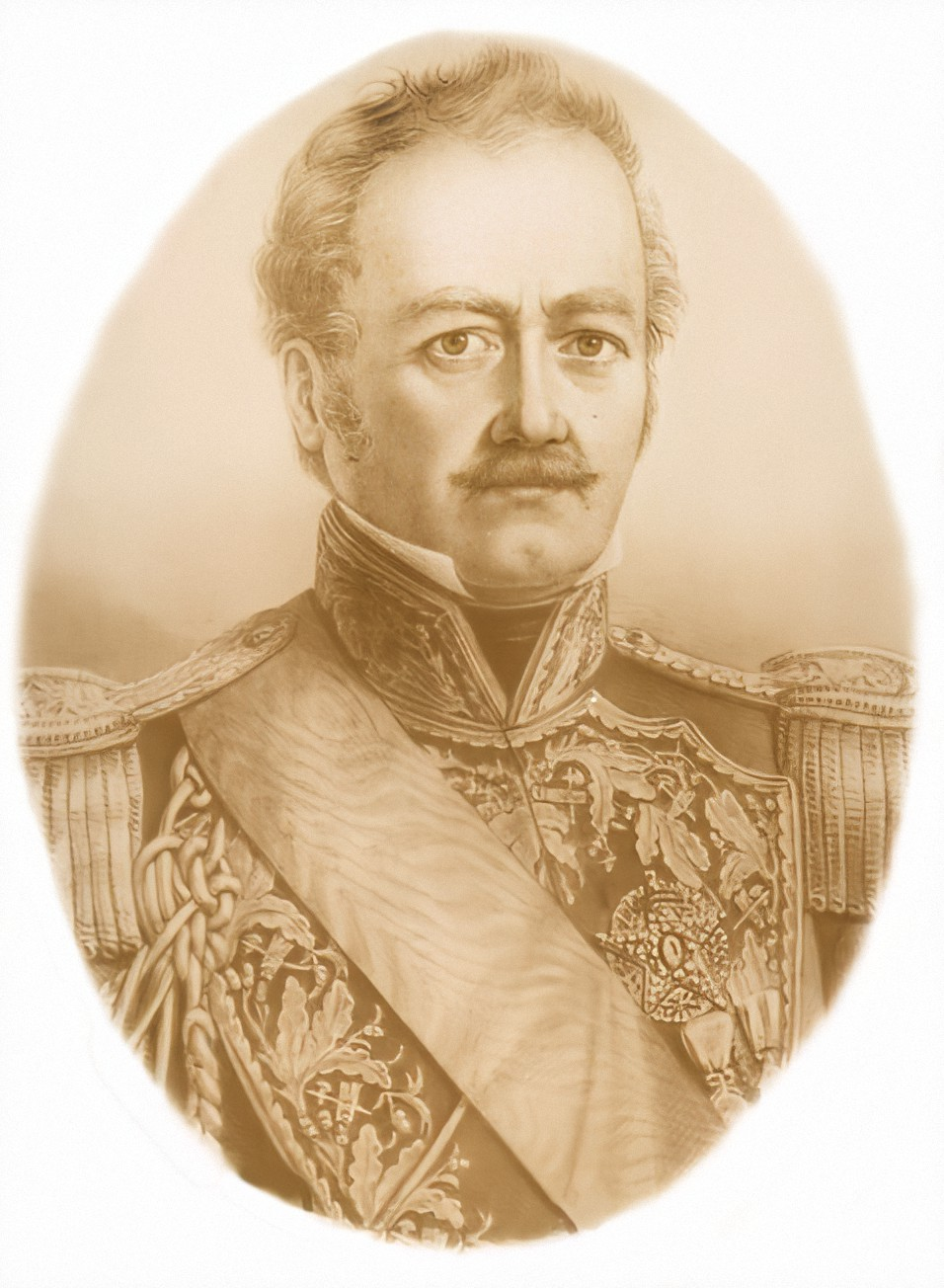
Ramón Freire

Een grondwetgevende vergadering benoemde Freire op 4 april 1823 tot Director Supremo voor de duur van vier maanden. Op 12 augustus werd zijn machtspositie geconsolideerd en werd hij gekozen tot Director Supremo voor een termijn van drie jaar. Op 29 december 1823 kreeg Chili een nieuwe, liberaal georiënteerde grondwet. 
Tijdens zijn regering als Director Supremo voerde Freire een aantal belangrijke hervormingen door. Zo werd de slavernij afgeschaft en werd de persvrijheid ingevoerd. Daarnaast organiseerde hij een militaire expeditie om de Chiloé archipel op de Spanjaarden te veroveren. Deze expeditie liep echter uit op een grote nederlaag voor de Chilenen (april 1824). In 1826 was Freire van plan om nogmaals een poging te ondernemen om Chiloé archipel in handen te krijgen. De gouverneur van de eilanden, Antonio de Quintanilla, bleek uiteindelijk bereid zich over te geven en een eervolle aftocht voor de Spanjaarden te regelen. 
Om de staatsschuld enigszins terug te dringen gaf de regering het tabaksmonopolie aan de Chileense zakenman Diego Portales (1824). In ruil hiervoor zou Portales met zijn fortuin een bijdrage leveren aan het terugdringen van de overheidsschuld.
Onder het bewind van Freire was het buitengewoon onrustig in Chili. Economisch ging het slecht, er waren voortdurend schermutselingen tussen liberalen en conservatieven. Ook ontstond er een conflict tussen de regering en de Rooms-Katholieke Kerk. De nieuwe republikeinse overheid achtte zich de legitieme opvolger van de Spaanse kroon en vond dat haar ook het patronagerecht toekwam. Dit hield in dat de overheid de benoeming van bisschoppen door het Vaticaan moest goedkeuren. Het Vaticaan dacht daar geheel anders over en vond dat onder de nieuwe staatkundige situatie het patronagerecht van de overheid was komen te vervallen. Pogingen om tot een vergelijk te komen mislukten en de diplomatieke betrekkingen tussen Chili en het Vaticaan werden beëindigd. 
Pogingen van aanhangers van O'Higgins om de macht over te nemen werden in 1825 in de kiem gesmoord. Desondanks bleef de situatie instabiel. Op 9 juli 1826 zag Freire zich gedwongen om af te treden en plaats te maken voor admiraal Manuel Blanco Encalada. Blanco Encalada was het eerste staatshoofd van Chili die de titel "president van de republiek" voerde. 

### Presidentschap
Een revolutie bracht Freire in januari 1827 opnieuw aan de macht. Op 25 januari werd hij aangesteld als voorlopig president van Chili. Na het herstel van de orde in het land was Freire aanvankelijk van plan om op 5 februari af te treden, maar hij kwam op dit besluit terug toen hem werd gevraagd om als voorlopig president aan te blijven. Op 15 februari 1827 werd hij gekozen tot president van Chili. Op 8 mei 1827 trad hij echter af ten gunste van zijn vice-president, Francisco Antonio Pinto Díaz. 
Tot ongenoegen van de conservatieve partij, de Pelucones, werden onder het presidentschap van Freire de eerste stappen genomen om van Chili een federale republiek te maken naar het voorbeeld van de Verenigde Staten van Amerika. 
Na zijn aftreden trok Freire zich terug op zijn landgoed bij Cachagua. Hij bleef echter wel opperbevelhebber van het Chileense leger.

### Rol tijdens de Burgeroorlog
Tijdens de Chileense Burgeroorlog (1829-1830) trad Freire weer op de voorgrond. Conservatieve centralisten onder generaal José Joaquín Prieto Vial ondernamen een poging om de liberale regering omver te werpen. Een wapenstilstandsverdrag tussen het regeringsleger en de rebellen – na de slag bij Ochagavía – in december 1829 voorzag in een coalitieregering onder leiding van generaal Freire die tevens opperbevelhebber zou blijven. De nieuwe coalitie werd al snel gedomineerd door de conservatieve Pelucones en ontsloeg een groot aantal liberale generaals. Hierop werden de vijandelijkheden tussen de liberalen en conservatieven hervat. 
Freire werd door het leger van de liberalen, de Pipiolos, aangesteld als hun bevelhebber. Hij was van plan de regeringstroepen van de conservatieve president José Tomás Ovalle te verslaan. Bij de slag bij Lircay op 17 april 1830 leden de liberalen echter een vernietigende nederlaag. Generaal Freire werd door de regering uit Chili verbannen. Hij vestigde zich daarop in Peru.

### Laatste jaren

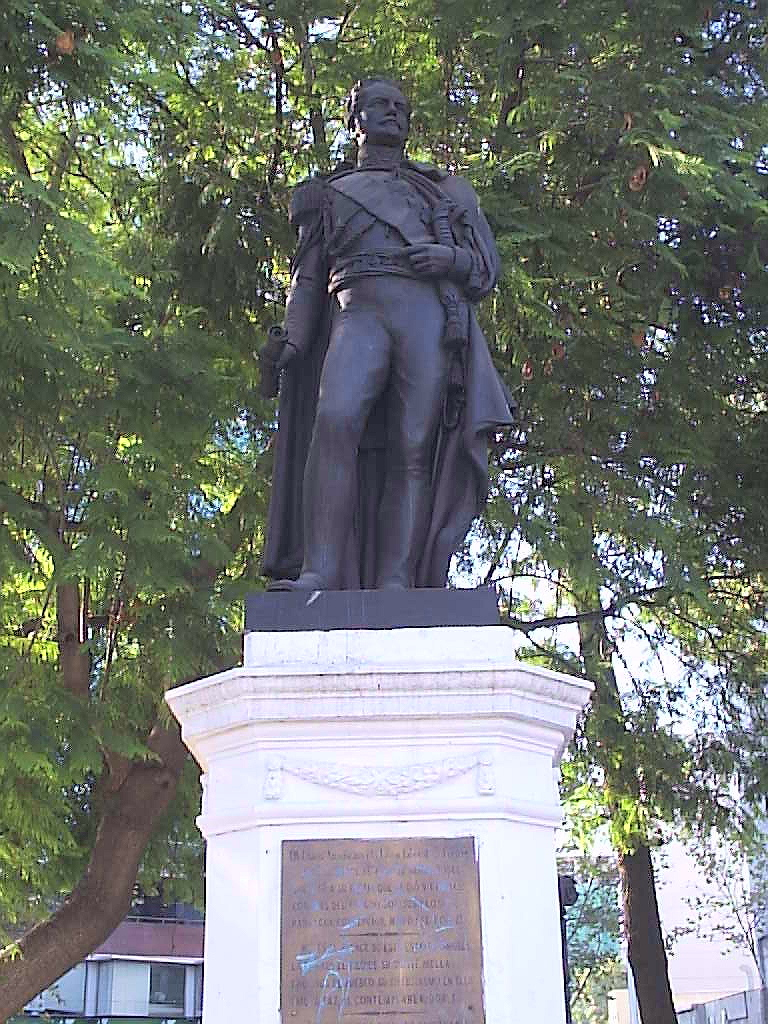
Standbeeld van Ramón Freire in Santiago

Met de hulp van de Peruaanse maarschalk Andrés de Santa Cruz en een legertje revolutionairen probeerde Freire het eiland Chiloé te veroveren om als basis te dienen voor verdere revolutionaire activiteiten. Na het mislukken van deze operatie werd hij gevangengenomen en opnieuw verbannen, nu naar het Juan Fernández-archipel. In het najaar van 1837 vestigde hij zich in Tahiti. Later ging hij van daaruit naar Australië. Hij verbleef daar enige tijd, maar kon in na een amnestieregeling in 1842 naar Chili terugkeren.
Hij overleed op 9 december 1851 in Santiago.

## Samenstelling kabinetten
| Ministerie                    | Naam/Periode |
| ----------------------------- | --- |
| Binnen- en Buitenlandse Zaken | Mariano Egaña (1823-1824) Francisco Antonio Pinto (1824-1825) Joaquín Campino (1825) Juan de Dios Vial del Río (1825) Francisco Ramón Vicuña (1825-1826) Manuel José Gandarillas (1827)  |
| Oorlog en Marine              | Santiago Fernández (1823-1825) Rafael Correa de Saa (1825) José María Novoa (1825-1826) Tomás Obejero (1827)                                                                             |
| Financiën                     | Diego José Benavente (1817-1825) José Ignacio Eyzaguirre (1825) Rafael Correa de Saa (1825) Diego José Benavente (1825) Manuel José Gandarillas (1825-1826) José Raymundo del Río (1827) |

## Familie
Ramón Freire was getrouwd met Manuela Caldera Mascayano (1803-1865), de dochter van Francisco de Paula Caldera Fontecilla en  Micaela Mascayano Larraín. Uit dit huwelijk kwamen de volgende kinderen voort:
1. Juan Zenón Freire Caldera (1827-?), afgevaardigde 1887-1888
2. Liborio Ramón Freire Caldera (1828-1884), senator 1879-1885
3. Amable Freire Caldera (?-?)
4. Francisco de Paula Freire Caldera (1839-?), afgevaardigde 1882-1885 en senator 1885-1891, burgemeester van Valparaíso en Santiago